# Estación de Del Golfo (Metrorrey)
La Estación Del Golfo es una estación de la Línea 1 del Metro de Monterrey. Está ubicada en el cruce de la Avenida José Ma. Coss y la Avenida Colón en el centro de Monterrey.
La estación sirve a la parte noreste del centro de la ciudad, la estación cuenta con acceso para personas con discapacidad.
La estación fue nombrada por su ubicación frente a la antigua estación del tren llamada Del Golfo, su logo es representado por la imagen arquitectónica de la estación.